# Hyp3r
Hyp3r è il quinto EP del rapper italiano Nerone, pubblicato il 8 febbraio 2019 per l'etichetta Gold Leaves Academy.

## Tracce
1. Hyp3r – 2:22
2. Street Food (feat. L'Elfo) – 3:11
3. La Bamba (feat. Junior Cally) – 3:01
4. Jackie Chan (feat. Mr Rizzus, G. NANO) – 3:19
5. Terza media (feat. Mauro Bizzie, Hosawa) – 3:11
6. Quanti soldi hai (feat. Warez, Gualti) – 3:31
7. Back2Back (feat. Ame 2.0) – 3:47
8. Il sole non passa di qua (feat. G. NANO) – 3:22
9. Enne e – 2:33